# Quast
Quast (ook: Juchter van Bergen Quast) is de naam van een van oorsprong Duitse familie, en sinds de 18e eeuw ook een Curaçaose en daarna Nederlandse familie. Enige leden van deze familie hebben zonder succes rechtszaken gevoerd om te worden ingelijfd in de Nederlandse adel.

## Geschiedenis
De bewezen stamreeks van deze tak begint met de omstreeks 1599 geboren Johann Quast († 1654) die stadhouder van de heerlijkheid Odenkirchen was .
Een afstammeling van hem, ds. Johann Caspar Adolph Quast (1718-1790), vestigde zich als predikant op Curaçao waar de familie tot het patriciaat werd gerekend. Ongeveer twee eeuwen later vestigden nakomelingen zich in Nederland.
Op 16 maart 1789 verhief Karel IV Theodoor, keurvorst van de Palts en van Beieren, Johann Anton Quast (1761-?), oomzegger van genoemde ds. J.C.A. Quast, in de adelstand onder toekenning van het predicaat "von". Tijdens het rijksvicariaat van deze keurvorst, dat duurde vanaf het overlijden van keizer Jozef II op 20 februari 1790 tot de kroning van keizer Leopold II op 9 oktober 1790, werd daaraan op 1 september van dat jaar nog de titel Freiherr toegevoegd. Aangezien de keurvorst handelde in de hoedanigheid van rijksvicaris, was de aan Johann Anton von Quast verleende titel een zogeheten rijkstitel

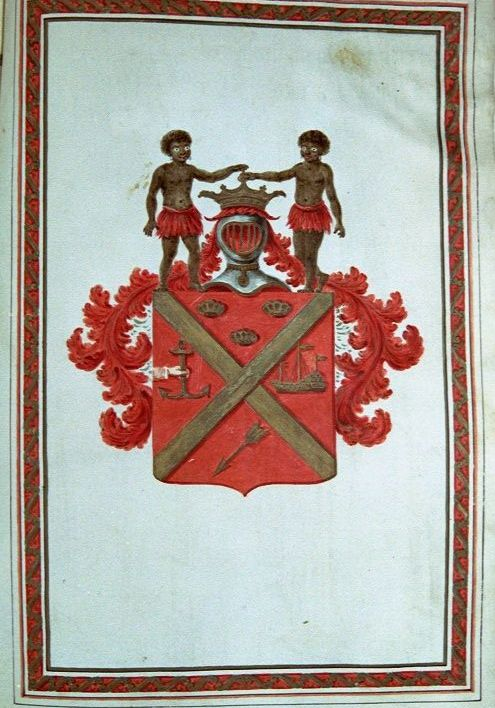
Eerste bladzijde van het adelsdiploma van Johann Anton von Quast uit 1789 dat zich in bezit van de familie bevindt.

### Adelsaanspraken
Drie leden van het geslacht hebben een verzoek ingediend tot inlijving in de Nederlandse adel. Bij dit verzoek speelden drie kwesties door elkaar:
- De bewijzen voor de adelsverheffing van Johann Anton Quast en daarmee diens nakomelingen;
- Daar dit in een andere tak van de familie speelde dan die waartoe de indieners behoorden: adoptie van hun voorvader door de geadelde Johann Anton Quast;
- De wettelijke mogelijkheid dat buitenlandse adel bij de Nederlandse wordt ingelijfd[7]

Het verzoek tot inlijving werd in 1996 en 1997 door de minister afgewezen omdat Duitsland geen met Nederland vergelijkbaar adelsstatuut heeft. De betrokken nakomelingen hebben hiertegen achtereenvolgens beroep ingesteld bij de arrondissementsrechtbank te 's-Gravenhage en bij de Raad van State. Beide beroepen werden ongegrond verklaard, waarmee de ministeriële afwijzingen van de verzoeken tot inlijving werden bevestigd. De besluiten van de minister, alsmede de rechterlijke uitspraken, gaan alleen over de derde kwestie. Over de adelsverheffing en de adoptie hebben zij zich alleen impliciet uitgelaten.
De adelsaanspraken in de zin van de eerste en tweede kwestie werden onder andere gegrond op een tijdens de procedure door de familie ingebrachte verklaring van het Pruisische Heroldsamt van 5 januari 1892, waarvan de gouverneur van de Nederlandse Antillen een gewaarmerkt afschrift heeft gemaakt op 11 mei 1959. Hierin werd verwezen naar de adoptie van een voorvader van de indieners van het inlijvingsverzoek, namelijk van Jan Hendrik Quast (1773-1825), door voornoemde oudere neef, Johann Anton des H.R.Reichsfreiherr von Quast (1761-?). Ook werd daarin een verwantschap met het Duitse geslacht von Quast verondersteld. In de procedure speelde de verklaring een rol bij de vaststelling door de Hoge Raad van Adel van het relevante adelsstatuut (in dit geval Duitsland) voor een uitspraak over de derde kwestie.

### Kritiek op de afstamming
In 2005 heeft R.G. de Neve de zogenaamde oude adeldom van verschillende in de 19e eeuw geadelde families die tot de Nederlandse adel behoren kritisch onder de loep genomen: Van der Dussen, Van Leyden, Van Alphen, Van Assendelft, Van der Does, Van Teylingen, Barchman Wuytiers, Coenen, Van der Goes, Hartsen, Schorer, Van Asch van Wijck en Ploos van Amstel. Zij zijn voorbeelden van families die, om hun adelspretenties recht bij te zetten, zochten naar oude adellijke voorvaderen, adelsdiploma's en zogenaamd oude genealogieën die veelal op rijke fantasie gebaseerd waren. In 2008 heeft De Neve opgeroepen om de Oranjes “te eren” met een gedegen onderzoek naar hun buitenechtelijke nageslacht. In 2018 bekritiseerde De Neve het Nederland's Patriciaat in zijn artikel: ‘Levende heraldiek. Wapenpublicaties in Nederland’s Patriciaat (1995-2015)’, De Nederlandsche Leeuw 135 (2018) 212-225. Daarmee borduurt De Neve voort op een traditie die is ingezet door Willem Johan Jacob Cornelis Bijleveld (1878-1952), die als een van de eerste redacteuren van het Nederland's Adelsboek kritiek uitte op het klakkeloos overnemen van stambomen en wapens door de Nederlandse adel en het patriciaat.
Door De Neve is in genoemd werk ook kritiek geuit op de recentere genealogie en aanspraken van de families Quast en Lutter. De door de familie Quast ingebrachte, hiervóór genoemde verklaring werd door hem als onvoldoende beoordeeld om de adeldom te bewijzen. In 2007 heeft De Neve de kritiek op de genealogie van familie Quast verder uitgewerkt: "Mr. R.A.U. 'Freiherr von Quast-Juchter' en A.A. 'Ritter von Lutter' verkeren met hun adellijke pretenties historisch gezien in illuster gezelschap. Kijken we naar de Republiek, dan zijn het vooral regentenfamilies die hun best deden een oude en vooral adellijke afstamming aannemelijk te maken. Hun negentiende-eeuwse nazaten, veelal opgenomen in de Koninkrijksadel, zetten ook op dat punt de familietraditie voort, al was het maar om de in hun ogen hatelijke verheffing ingewisseld te krijgen voor de meer aanzien verschaffende erkenning of om van jonkheer tot baron te promoveren", en: "De inlijvingsverzoeken [in de Nederlandse adel] van Mr. R.A.U. Juchter van Bergen Quast en A.A. Lutter vinden, zo moet de conclusie luiden, geen enkele grond in de door hen gepubliceerde genealogieën van hun familie. De rechtmatigheid van beide verzoeken moet dan ook ten zeerste worden betwijfeld. De indieners dienen te beseffen dat het onrechtmatig aannemen en voeren van een buitenlandse, adellijke titel mogelijk strijdig is met artikel 435 van het Wetboek van Strafrecht".

### Civiele procedures
In 2007 heeft genoemde Juchter van Bergen Quast op uitnodiging van de redactie een artikel ingezonden voor het tijdschrift De Nederlandsche Leeuw met als doel de felle, door De Neve geuite kritiek te weerleggen. De redactie van het tijdschrift, waar De Neve deel van uitmaakte, vond dat concept-artikel onvoldoende wetenschappelijk onderbouwd en besloot het niet te plaatsen. Juchter van Bergen Quast heeft daarop een civielrechtelijke procedure aanhangig gemaakt, waarin de rechtbank van Amsterdam op 24 oktober 2010 uitspraak heeft gedaan. Hij vroeg daarbij om uitspraken omtrent rechtmatigheid van De Neve's beschuldigingen, het recht van eiser om in De Nederlandse Leeuw een reactie te plaatsen en om rectificatie door de redactie van het door hem gewraakte artikel. De rechtbank wees de eerste vordering af. Daartoe overwoog zij dat de uitlatingen van De Neve onder de vrijheid van meningsuiting vallen. Dat recht kan mogelijk beperkt worden op de grond dat de uitlatingen jegens een ander onrechtmatig zijn. De rechtbank concludeerde echter dat De Neve's werk dermate grondig was geweest, dat niet gezegd kon worden dat dit onzorgvuldig en dus onrechtmatig was.
De tweede vordering van Juchter van Bergen Quast behelsde zijn wens in De Nederlandse Leeuw een reactie te mogen plaatsen. Hij baseerde deze vordering op wanprestatie, daartoe stellende dat de uitnodiging van de redactie aan hem om een reactie op het artikel te plaatsen en zijn aanvaarding daarvan, tussen partijen een overeenkomst tot plaatsing deed ontstaan. Ook deze vordering werd door de rechtbank afgewezen. In de uitspraak stelde zij vast dat een eventueel recht op plaatsen van een reactie niet los gezien hoefde te worden van de kwaliteitseisen die het blad stelde. Over de derde vordering, die tot rectificatie, heeft de rechtbank blijkbaar geen uitspraak gedaan.
Tegen deze uitspraak is hoger beroep ingesteld. Tijdens een zogenaamde comparitie na aanbrengen (CnA) heeft de raadsheer-commissaris het initiatief genomen om tot een schikking te komen. Door partijen Juchter van Bergen Quast, De Neve en het KNGGW is deze schikking daadwerkelijk overeengekomen, waarbij De Nederlandsche Leeuw en De Neve zich verplichtten een rectificatie te plaatsen met betrekking tot onder meer de woordkeus van de auteur en beschuldigingen van strafbaar handelen in het gewraakte artikel.

### Von Quast, Von Quast-Juchter, Juchter van Bergen Quast
In Schotland lieten nakomelingen hun geslachtsnaam wijzigen door de Lords of Council and Session. in von Quast (Edinburgh, nr. 27, 755) of von Quast-Juchter (Edinburgh, nr. 27, 757). Deze vorm van naamswijziging wordt niet door de Nederlandse autoriteiten erkend. Bij Koninklijk Besluit van 24 augustus 2001, nr. 01.003931, verkreeg mr. R.A.U. Quast (1965) geslachtsnaamswijziging tot Juchter van Bergen Quast, vanwege het uitsterven van de geslachtsnaam van zijn moeder. Zijn moeder, M.E. van Bergen (1937-2021), had al in 1993, wegens uitsterven van de naam van haar moeder, bij KB geslachtsnaamswijziging verkregen in Juchter van Bergen.

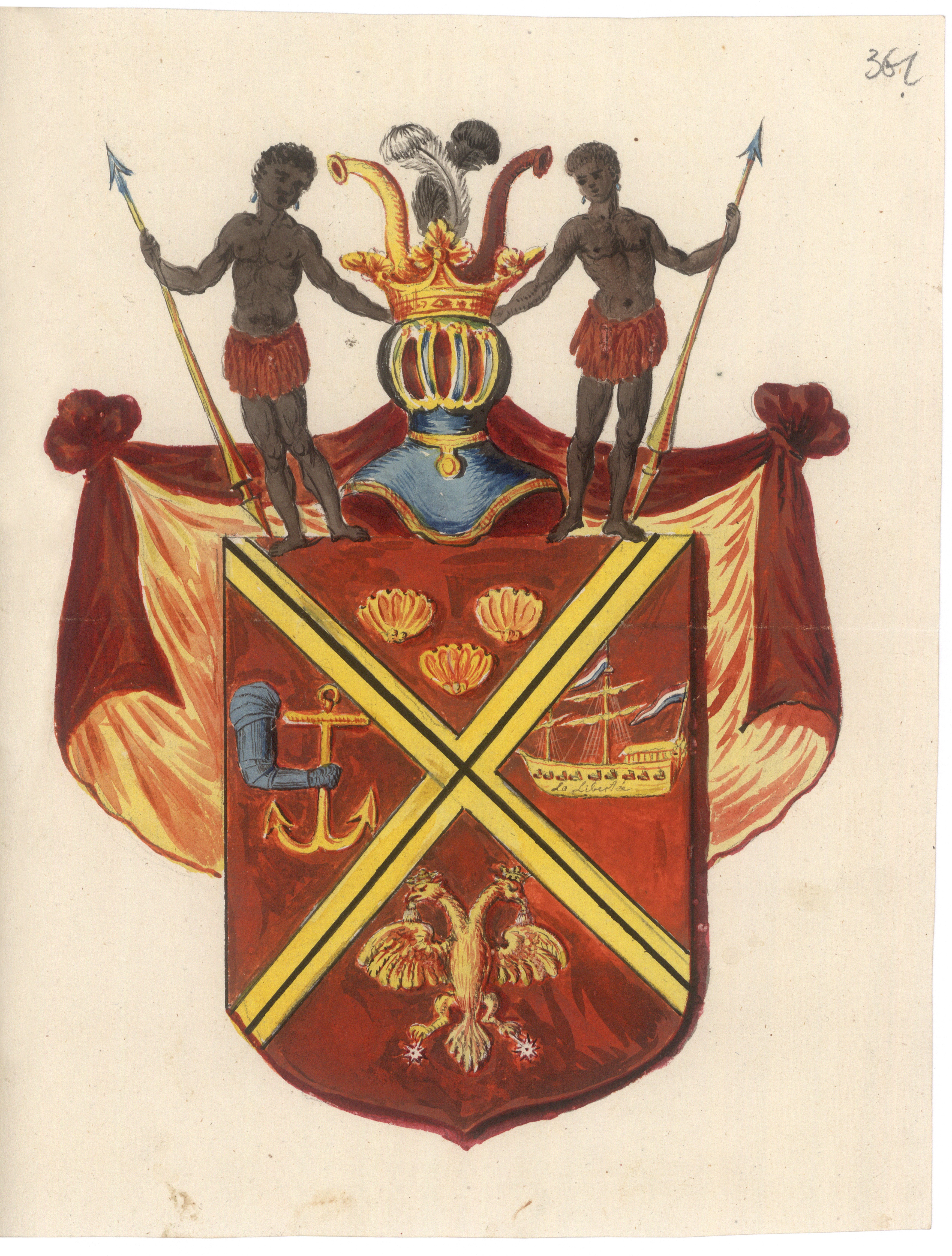
Wapen, zoals verleend aan J.A. Freiherr von Quast bij zijn verheffing tot Rijksvrijheer in 1790

## Enkele telgen
ds. Antonius Quast (1682-1751), predikant in Duitsland
- ds. Johann Caspar Adolph Quast (1718-1790), eerst predikant in Duitsland en later op Curaçao
  - Jan Hendrik Quast (1773-1825), kapitein burgerwacht, keerde voor enige tijd terug naar Europa[26]
    - Johan Anton Quast (1803-1859), majoor titulair der Schutterij
      - Cornelis Ringeling Quast (1811-1849), 1e luitenant der Schutterij
        - Johannes Rudolph Latté Quast (1839-1897), reder
          - Carl Magnus Neuman Quast (1881-1932), chef handelshuis
            - Johannes Rudolf Quast (1907-1983), ridder in de Orde van Oranje-Nassau, gezant en taalkundige
              - drs. Ulrich Rudolph Quast (1934-2006), ridder in de Orde van Oranje-Nassau, kaakchirurg, verkreeg in Schotland van de Lords of Council and Session naamswijziging tot von Quast, voerde ook wel de naam:[27] Freiherr von Quast; trouwde in 1963 met Martha Ena van Bergen (1937-2021), die bij Koninklijk Besluit in 1983 geslachtsnaamwijziging verkreeg tot Juchter van Bergen
                - mr. Rudolph Andries Ulrich Juchter van Bergen Quast (1965), ridder in de Orde van Sint-Mauritius en Sint-Lazarus[28], verkreeg in Schotland van de Lords of Council and Session naamswijziging tot von Quast-Juchter, verkreeg bij Koninklijk Besluit in 2001 geslachtsnaamwijziging tot Juchter van Bergen Quast, voert ook wel de naam: Freiherr von Quast-Juchter
- Johann Gottfried Quast (1721-1778)
  - Johann Anton des H.R.Reichsfreiherr von Quast (1761-?)